# Thies Gundlach
Thies Gundlach (* 17. Januar 1956 in Lübeck) ist ein deutscher evangelischer Theologe. Von Dezember 2010 bis Oktober 2021 war er einer der Vizepräsidenten des Kirchenamtes der EKD.

## Leben
Thies Gundlach studierte an den Universitäten Hamburg und Tübingen Evangelische Theologie. Sein Vikariat absolvierte er an der St. Katharinen-Kirche zu Hamburg. Von 1985 bis 1988 war er wissenschaftlicher Mitarbeiter an der Universität Hamburg, im Fachbereich Theologie, Abteilung Dogmatik, wo er 1991 mit der Dissertation zur Selbstbegrenzung Gottes und die Autonomie des Menschen: Karl Barths kirchliche Dogmatik als Modernisierungsschritt evangelischer Theologie promovierte. Ab Dezember 1990 diente er als Pastor gemeinsam mit seiner ersten Ehefrau Birgitta Heubach-Gundlach an der St. Johannis-Kirche in Hamburg-Harvestehude. Von 2001 bis 2010 leitete er als Oberkirchenrat die Abteilung Kirchliche Handlungsfelder im Kirchenamt der Evangelischen Kirche in Deutschland (EKD). Besondere Aufmerksamkeit erregte im Oktober 2009 ein an die Presse gelangtes internes Papier, in dem Gundlach in teils scharfen Worten über die Situation der katholischen Kirche in Deutschland urteilte.
Im Jahr 2010 wurde Gundlach einer der drei Vizepräsidenten des Kirchenamtes und leitete seitdem die Hauptabteilung Kirchliche Handlungsfelder und Bildung und das Referat Glaube und Dialog. Er war einer der führenden Köpfe hinter dem Reformprozess der EKD Kirche im Aufbruch.
Gundlach übernahm Ende 2019 den Vorsitz des Vereins Gemeinsam Retten, der als Träger für eine evangelische Initiative zur Entsendung eines Seenotrettungsschiffs ins Mittelmeer fungieren soll. Das Rettungsschiff SeaWatch4 (für ca. 1,3 Mio. € gekauft) wird vom Bündnis „United4Rescue – Gemeinsam Retten“ getragen. Derzeit gibt es rund 250 Bündnispartner. Darunter sind neben der Evangelischen Kirche in Deutschland (EKD) auch Organisationen wie die AWO, Diakonische Werke und Landeskirchen sowie einzelne Kirchengemeinden und Privatpersonen wie Wim Wenders. Gundlach ist Mitherausgeber des JS-Magazins.
Zum 31. Oktober 2021 trat Gundlach in den Ruhestand.
Gundlach sitzt im Vorstand der privaten Organisation United4Rescue.
Gundlach ist mit der Grünen-Politikerin Katrin Göring-Eckardt liiert. Er hat einen Sohn und eine Tochter aus seiner ersten Ehe mit der 2017 verstorbenen Hamburger Pastorin Birgitta Heubach-Gundlach, einer Tochter von Joachim Heubach.

## Veröffentlichungen
- Selbstbegrenzung Gottes und die Autonomie des Menschen: Karl Barths kirchliche Dogmatik als Modernisierungsschritt evangelischer Theologie. Lang, Frankfurt am Main 1992, ISBN 978-3-631-45287-5 (zugl. Dissertation Universität Hamburg 1991).
- Himmel überm Asphalt: von der Alltäglichkeit des Glaubens. Gütersloher Verlagshaus, Gütersloh 2000, ISBN 978-3-579-02301-4.
- 99 Fragen zum Glauben. Gütersloher Verlagshaus, Gütersloh 2002, ISBN 978-3-579-01205-6.
- Lass dich finden von meiner Sehnsucht: Gebete für alle Lebenslagen. Gütersloher Verlagshaus, Gütersloh 2004, ISBN 978-3-579-06907-4.

Beiträge
- Das kulturelle Engagement der EKD in pragmatischer Absicht. In: Artheon. Mitteilungen der Gesellschaft für Gegenwartskunst und Kirche, Nr. 22, September 2005, S. 18–21.
- Bei Luther in die Schule gehen – vom Mut des Aufbruchs. In: Kirche im Aufbruch. EKD-Themenheft zum Reformationstag 2008, S. 16–18.
- Was bedeutet aus Sicht der EKD das Reformationsjubiläum? In: Ökumenische Rundschau 61 (1/2012), S. 64–69.
- Glaubensmut und Weltgestaltung: Herausforderungen des Reformprozesses „Kirche im Aufbruch“. In: Zeitzeichen 3/2012, S. 44–47.
- Verdunkelter Christus. Mühsam erkämpfen Aufklärer Toleranz gegen die verfasste Kirche: Der lange Schatten der Reformation – Überlegungen zum Themenjahr. in: Schatten der Reformation. Der lange Weg zur Toleranz. Das Magazin zum Themenjahr 2013, Reformation und Toleranz. Hannover [2013], S. 4–6.
- Dauerauftrag. Annäherungen an das Themenjahr 2014. In: Reformation. Macht. Politik. Das Magazin zum Themenjahr 2014, Reformation und Politik. Hannover [2014], S. 4–5.
- Am Anfang war die Freiheit – Reformationsjubiläum 2017. In: Petra Bosse-Huber, Serge Fornerod, Thies Gundlach, Gottfried Wilhelm Locher (Hrsg.): 500 Jahre Reformation: Bedeutung und Herausforderungen. Internationaler Kongress der EKD und des SEK auf dem Weg zum Reformationsjubiläum 2017 vom 6. bis 10. Oktober 2013 in Zürich. Zürich / Leipzig 2014, S. 321–333.
- Bild und Bibel – Zwei zentrale Kommunikationsmittel der Reformation. Die Reformation als Medienereignis und Revolution des öffentlichen Raums. In: EKD-Magazin zum Themenjahr 2015: Reformation – Bild und Bibel. [Hannover 2014], S. 6 f.
- Die Reformation gehört allen. Luthers Thesenanschlag 1517 sollte ein „Erinnerungsort“ für das kollektive Gedächtnis werden. In: Zeitzeichen 4/2015, S. 19–21.
- Erinnerungskultur und Jubiläumsgestaltung. Wie entsteht Geschichtsbewusstsein und was bedeutet es für das Reformationsjubiläum 2017. In: Olaf Zimmermann, Theo Geißler (Hrsg.): Disputationen: Reflexionen zum Reformationsjubiläum 2017 (= Aus Politik & Kultur Nr. 10). 2. Auflage. Berlin 2015, S. 63–64.
- Die Reformation als Weltbürgerin. In: EKD-Magazin zum Themenjahr 2016: Reformation und die eine Welt. [Hannover 2015], S. 6 f.
- Die Bedeutung der Reformation in Gegenwart und Zukunft. Um den Ängsten der heutigen Zeit zu begegnen, müssen wir uns von Neuem auf die Suche nach Gott machen. In: EKD-Magazin zum Reformationsjubiläum 2017: Gott neu vertrauen. [Hannover 2016], S. 2–5.
- Perspektiven vermisst. Die akademische Theologie verstolpert das Reformationsjubiläum. In: Zeitzeichen 3/2017, S. 47–49.
- „Und jedem Anfang wohnt ein Zaudern inne …“ In: Zukunft auf gutem Grund – Texte zum Thema. 4. Tagung der 12. Synode der EKD, 12.–15. November 2017 in Bonn, S. 92–96.
- Erinnerungskultur und Jubiläumsgestaltung. In: Ansgar Klein, Olaf Zimmermann: Impulse der Reformation. Der zivilgesellschaftliche Diskurs. Heidelberg 2017, S. 11–19.
- Kirchliche Feiertage als kultureller Reichtum. Europa braucht gute Ideen, um seinen inneren Zusammenhalt zu stärken. In: EKD-Magazin zum Themenjahr 2018: Grüße aus dem Kirchenjahr. Kirchliche Feiertage als kultureller Reichtum. [Hannover 2017], S. 2–5.
- Das 2017-Jubiläum im Jahr 2018 vertiefen. Der Reformationstag als ökumenisch offener und gesellschaftlich relevanter Tag. In: Reformationstag 2018. Flugschrift. [Hannover 2018], S. 2 f.
- Licht und Schatten: Plädoyer für ein neues Verständnis kirchlicher Zugehörigkeit. In: Zeitzeichen 10/2018, S. 12–15.
- Der Paulus-Code – Mitgliederorientierung, wohin wächst der Glaube? – Zur geistlichen Bedeutung der Freiburger Studie. Vortrag am 9. Oktober 2019 in der Evangelischen Tagungsstätte Hofgeismar (online).
- Eine Wüstenwanderung später: Wie Kirche selbstbewusst kleiner wird. In: Hessisches Pfarrblatt 5, Oktober 2019, S. 122–124.
- In Zukunft Elite. Visionen einer Kirche von morgen. In: Zeitzeichen 2/2020, S. 27–30.
- Unser Anspruch ist es, religiös unaufgeregt und aufgeklärt zu sein. Interview in: ideaSpektrum 29/2020, S. 16–19.

als Mitautor
- Glauben: ein Lexikon für Jugendliche (mit Ralf Meister). Gütersloher Verlagshaus, Gütersloh 2001, ISBN 978-3-579-00853-0.
- Den Himmel auf die Erde holen: Literatur-Gottesdienste (mit Johann Hinrich Claussen und Peter Stolt). Verlag Kreuz, Stuttgart 2001, ISBN 978-3-7831-1894-0.

als (Mit)herausgeber
- Von der Anmut des Anstandes: das Buch Jesus Sirach (Hermann Barth zum 60. Geburtstag), hrsg. mit Christoph Markschies. Evangelische Verlagsanstalt, Leipzig 2005, ISBN 978-3-374-02336-3.
- Schatten der Reformation: der lange Weg zur Toleranz. Kirchenamt der Ev. Kirche in Deutschland, Hannover 2012.
- Fürchtet Gott, ehrt den König!: Reformation. Macht. Politik. Kirchenamt der Ev. Kirche in Deutschland, Hannover 2013.
- Reformation – Bild und Bibel. Kirchenamt der Ev. Kirche in Deutschland, Hannover 2014.
- Reformation und die Eine Welt. Kirchenamt der Ev. Kirche in Deutschland, Hannover 2015.
- Gott neu vertrauen: das Magazin zum Reformationsjubiläum 2017. Kirchenamt der Ev. Kirche in Deutschland, Hannover 2016.
- Grüße aus dem Kirchenjahr. Kirchliche Feiertage als kultureller Reichtum: Das Magazin zum Themenjahr 2018. Kirchenamt der Ev. Kirche in Deutschland, Hannover 2017.
- Reformationstag 2018. Flugschrift. Kirchenamt der Ev. Kirche in Deutschland, Hannover 2018.